# Gare centrale d'Erfurt
La gare centrale d'Erfurt (en allemand : Erfurt Hauptbahnhof), est une gare ferroviaire allemande, située au centre-ville  de la ville d'Erfurt dans le land de Thuringe.

## Histoire
La première gare a été ouverte en 1846. Pour des raisons militaires elle est construite à l’intérieur des fortifications de la ville. La gare est agrandie plusieurs fois, et en 1865, la gare de marchandises est déplacée devant le Schmidtstedter Tor. Les anciennes gares des lignes de Nordhausen et Sangerhausen, ouvertes en 1869 et 1881, sont bientôt connectées à la gare centrale qui prend charge de tout le trafic passagers.
Entre 1887 et 1993, un nouveau bâtiment de gare est construit dans le style de l'historicisme à l’est de l’ancienne gare, et les rails sont posés sur le vieux rempart. Ce bâtiment reste en service jusqu’à 2000, et son hall d’entrée est intégré dans le troisième bâtiment qui est construit entre 2001 et 2008.

## Situation ferroviaire

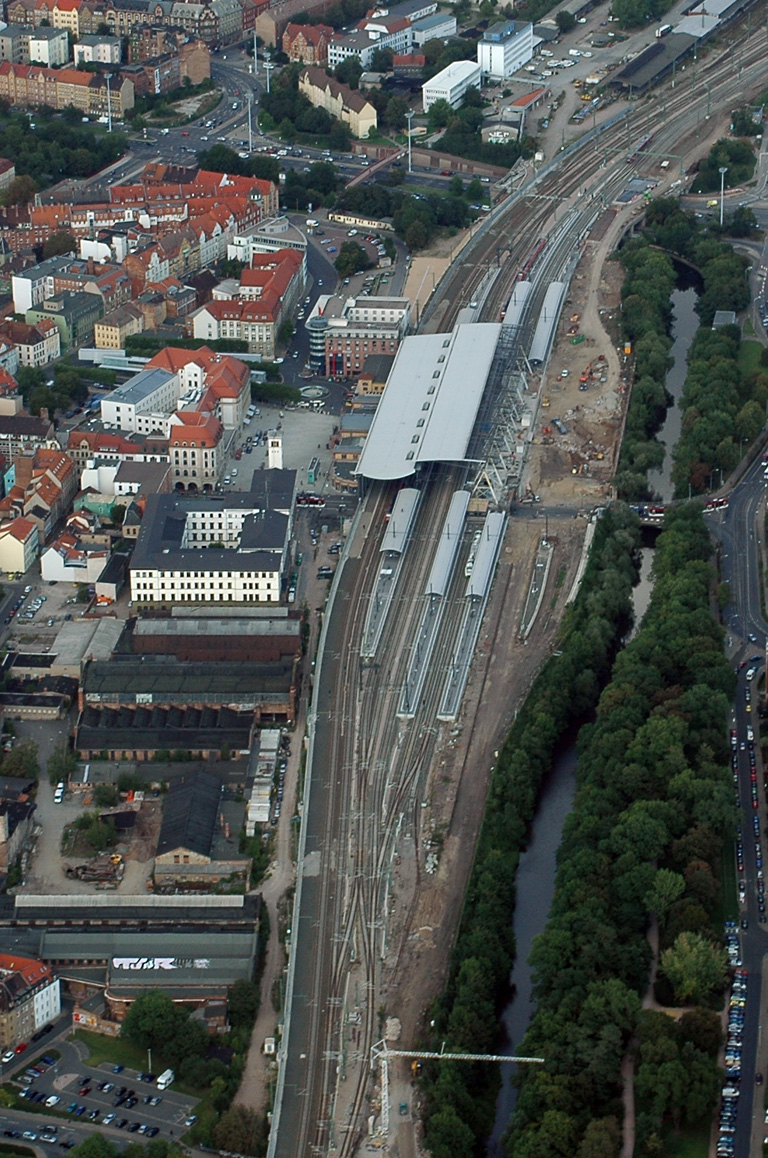
Vue aérienne de l'ensemble de la gare

La gare est située au point kilométrique (PK) 108,35 de la ligne de Halle à Bebra (Ligne de Thuringe, Thüringer Bahn). Elle en constitue le centre opérationnel. La gare sert aussi aux lignes de grande vitesse vers Nuremberg et Leipzig/Halle, et aux lignes vers Sangerhausen et Nordhausen.